# 佐藤由加理
佐藤 由加理（さとう ゆかり、1988年〈昭和63年〉11月22日 - ）は、日本の元歌手、元タレント、元グラビアアイドルである。静岡県浜松市出身で、office48→AKS→アーティストハウス・ピラミッド→フリーランス→芸映プロダクション→フリーランス。女性アイドルグループ・AKB48、SDN48の元メンバーである。

## 略歴
2005年10月30日に『AKB48オープニングメンバーオーディション』で応募総数7924名から最終合格者24名に選出され、12月8日にオープニングメンバー候補生の20名としてAKB48劇場グランドオープンの舞台で演ずる。
2008年2月25日に開催された劇場公演においてアーティストハウス・ピラミッドへの移籍を発表。同年7月にはソロとして初の写真集とイメージビデオをリリースし、グラビアアイドルとしても活動するようになる。
2009年6月から7月にかけて実施された『AKB48 13thシングル選抜総選挙「神様に誓ってガチです」』で15位になりシングル選抜メンバーに選出される。
2009年8月1日からSDN48としても活動を始め、2010年5月27日にAKB48劇場で行われたチームA 5th Stage「恋愛禁止条例」 千秋楽公演を最後にSDN48へ完全移籍する。
2012年3月31日にNHKホールで行われた『SDN48 コンサート「NEXT ENCORE」 in NHKホール』を最後にSDN48を卒業。同時にアーティストハウス・ピラミッドを退所する。
2013年7月17日に2013年7月1日付で芸映と契約したと発表。以後もソロでタレント活動を続けていたが、2017年ごろを最後に表舞台から姿を消しており、2021年の峯岸みなみ卒業コンサートにも参加しなかった。

## 人物
- 4人兄弟の長女[12]。一番下の妹はアイドルグループ「全力少女R」の元メンバーで、現在は「JAPANARIZM」のメンバーとして活動する佐藤絵里香[12][13]。
- 「ゆかりん」「ゆこり[14]」の愛称がある。ただし駒谷仁美からは「ゆかるん[15]」とも呼ばれていた。
- AKB48のオーディションで書類選考に受かった当初は両親から反対されていたが、それを押し切って東京へ行き、同グループの1期メンバーに入ることが出来た[1]。

## AKB48・SDN48在籍時の参加楽曲

### シングルCD選抜楽曲
AKB48名義 
- 桜の花びらたち
- スカート、ひらり
- ロマンス、イラネ
- 桜の花びらたち2008
- Baby! Baby! Baby!
- 大声ダイヤモンド
- 言い訳Maybe

 SDN48名義 
- GAGAGA
- 愛、チュセヨ（センター）
- MIN・MIN・MIN
  - Everyday、カチューシャ（SDN48ver.）
- 口説きながら麻布十番 duet with みの もんた
- 負け惜しみコングラチュレーション

### 劇場公演ユニット曲
チームA 1st Stage「PARTYが始まるよ」公演
- クラスメイト（1st UNIT）

 チームA 2nd Stage「会いたかった」公演
- 涙の湘南

 チームA 3rd Stage「誰かのために」公演
- ライダー

 チームA 4th Stage「ただいま恋愛中」公演
- 帰郷

 ひまわり組 1st Stage「僕の太陽」公演
- 僕とジュリエットとジェットコースター
※中西里菜のスタンバイ

 ひまわり組 2nd Stage「夢を死なせるわけにいかない」公演
- 記憶のジレンマ

 チームA 5th Stage「恋愛禁止条例」公演
- 真夏のクリスマスローズ

 研究生「恋愛禁止条例」公演
（2010年5月5日、初の研究生公演出演）
- 真夏のクリスマスローズ

 THEATRE G-ROSSO「夢を死なせるわけにいかない」公演
- 記憶のジレンマ
※松原夏海のスタンバイ

 SDN48 1st Stage「誘惑のガーター」公演
- 誘惑のガーター

## 作品

### 参加作品
| リリース日   | タイトル           | 最高 週間 順位 | レーベル                  | 販売形態 | 商品コード | 備考                                                                   |
| ------------ | ------------------ | -------------- | ------------------------- | -------- | ---------- | ---------------------------------------------------------------------- |
| 2012年8月1日 | One Luv.〜Summer〜 | -位            | I.Y.O Music Entertainment | CD       | BZCD-4     | Clef feat. 佐藤由加理 名義 「One Luv.〜Summer〜 feat. 佐藤由加理」参加 |

### 写真集
- 佐藤由加理 1st写真集（2008年7月18日、彩文館出版）[8]
- 純粋少女 〜Pure Angel〜（2008年10月25日、晋遊舎）

### 映像作品
AKB48としての作品を除く
- 佐藤由加理 FIRST DVD（2008年7月24日、彩文館出版） - EAN 4514631500748。
- 純粋少女-Pure Angel（2008年10月25日、晋遊舎） - EAN 9784883808366。
- Sweet Fairy（2009年1月23日、イーネット・フロンティア） - EAN 4560161571536。
- MILKY（2009年4月20日、ラインコミュニケーションズ） - EAN 4529971403697。
- ゆかりんとう（2009年7月19日、トリコ） - EAN 4949726301021。
- ふるふるふる〜つ（2009年10月20日、ラインコミュニケーションズ） - EAN 4529971403949。
- むっちゃ★かわいいら!!（2010年1月22日、グラッソ） - EAN 4580284856280。
- Step〜大人のあ・か・し〜（2010年4月22日、トリコ） - EAN 4949726301328。
- LOVELY CHNGE（2010年7月30日、グラッソ） - EAN 4580284857461。
- ひまわり（2010年10月20日、イーネット・フロンティア） - EAN 4571369475786。
- 癒してあげたい!（2011年1月28日、グラッソ） - EAN 4580284858833。
- 会いたくなっちゃった…（2011年7月29日、グラッソ） - EAN 4515778500172。

## 出演

### バラエティ・情報・音楽番組
- 三竹占い  （2006年3月22日・8月23日・8月30日、テレビ朝日）
- 松嶋尚美の真実 （2007年2月27日、日本テレビ）
- 芸人魂!ガチレース 3 （2007年9月28日、ABCテレビ）
- プリン・ス2[16] （2008年7月1日・7月8日、日本海テレビ）
- ドライブ A GO!GO![17][注 6] （2008年7月6日・7月13日、テレビ東京）
- ピラメキーノ[18] （2009年5月8日・5月13日 - 5月15日・5月28日・7月3日 - 7月7日・7月9日・7月10日、テレビ東京）
- テレしず通りパロパロ （2010年4月10日[19]・12月18日[20]、テレビ静岡）
- すっぽんの女たち（2010年6月3日 - 2012年3月28日、テレビ朝日） - SDN48全員でレギュラー出演
- ワケありバンジー（不定期出演）バンジーエンジェル
- SDN48+10!（2010年9月2日[注 7]・2011年3月1日[注 8]・4月16日[注 9]・5月17日[21]・6月16日[注 10]・7月16日[注 11]・2012年1月17日[注 12]・3月17日[注 13]、PigooHD・エンタ!371）
- ショーバト! （2010年9月7日・2011年3月30日、日本テレビ）
- うまいぞ!東北!!みちのく味の時間旅行[22] （2010年9月23日、IBC岩手放送（JNN東北5局共同製作）） - サンドウィッチマンと共に出演[23]。
- オールスター感謝祭 （2010年10月2日[24]・2013年3月30日[25]、TBS）
- GirlsNews 〜アイドル[注 14] （2010年11月17日、Pigoo HD）
- ギブアップ嬢[26] （2010年11月23日、日本テレビ）
- 音の素[27] （2010年11月25日、日本テレビ）
- 月刊MelodiX! （2010年11月27日、テレビ東京）
- ツボ娘[28] （2010年11月29日、TBS）
- 1230アッと!!ハマランチョ[29] （2010年11月30日、tvk）
- 爆裂★エレキングダム!!  （2010年12月10日、SPACE SHOWER TV）
- お笑いワイドショー マルコポロリ![30] （2010年12月19日、関西テレビ）
- カキューン!![注 15]（2011年3月3日、関西テレビ）
- PIECE （2011年3月22日 - 3月25日、MUSIC ON! TV）
- 日めくりタイムトラベル[32] （2011年3月26日、NHK BS2）
- ありがとッ!  （2011年4月5日、tvk）
- 超豪華!!スタア同窓会[33] （2011年4月5日、日本テレビ）
- 青山ワンセグ開発[34] （2011年4月9日 - 2012年3月10日、NHKワンセグ2）
- SDNイジリー （2011年4月9日 - 10月8日、首都圏トライアングル （tvk・テレ玉・チバテレ）加盟3局）
- 7スタBratch![35] （2011年4月11日、テレビ東京）
- ダウンタウンDX  （2011年4月21日[36]・8月4日、ytv・日本テレビ）
- 東京シティ競馬中継[37] （2011年5月11日、TOKYO MX）
- Oh!どや顔サミット （2011年6月24日・2012年1月27日、ABCテレビ・テレビ朝日）
- ヒルナンデス! （2011年8月3日、日本テレビ）
- サタメン!!![38] （2011年8月6日、中京テレビ）
- 魁!音楽番付[39] （2011年8月10日、フジテレビ）
- くだまき八兵衛X （2011年8月12日、テレビ東京）
- Future Tracks→R （2011年8月18日・12月15日、テレビ朝日）
- 情報プレゼンター とくダネ! （2011年8月19日、フジテレビ）
- 情報7days ニュースキャスター （2011年8月20日、TBS）
- ちちんぷいぷい （2011年8月26日、MBSテレビ）
- やかせて!ソーセージ[40] （2011年8月26日・9月1日、MBSテレビ）
- 関西魂[41] （2011年9月6日 - 9月27日、テレビ大阪）
- めちゃ×2イケてるッ! （2011年9月17日、フジテレビ）
- おやすみワイドショー 見逃しチャンネル （2011年9月23日、テレビ朝日）
- ワンセグランチボックス[注 16]（2011年10月6日、NHKワンセグ2）
- うまプロ! （2011年10月8日、フジテレビ）
- ランク王国 （2011年10月15日、TBS）
- 浜ちゃんが![43][44] （2011年10月18日、tytv・日本テレビ）
- 音流〜On Ryu〜 （2011年10月28日、テレビ東京）
- トーキョーピース クチコミレポートバトル[45][注 17][46] （2011年11月19日、KBS京都）
- みのもんたの朝ズバッ![47] （2011年12月28日、TBS）
- たけスポ 〜2011年末特大号〜 （2011年12月29日、テレビ朝日）
- CunE! （2011年12月30日・2012年1月1日、読売テレビ）
- GirlsNews 〜ガールズポップ[注 12] （2012年1月17日、Pigoo HD）
- 中居正広の怪しい噂の集まる図書館[48] （2012年2月14日、テレビ朝日）
- レコ☆Hits![49] （2012年2月14日、日本テレビ）
- もってる!? モテるくん[50] （2012年3月17日・3月24日、読売テレビ）
- ミュージャック （2012年3月23日、関西テレビ）
- 「ふしぎの海のナディア」徹底研究！[51][52][53][54][55] (2012年3月31日、NHK Eテレ）
- AKB48のあんた、誰?[注 18] (2012年8月22日[56]・23日[57]・11月22日、NOTTV)
- パチFUN![58] （2012年10月31日 - 11月21日、テレ玉）
- 極上空間[59][60] （2012年11月24日、BS朝日）
- ＃エンダン[61]  (2013年4月9日、NOTTV)
- JOYnt!  (2013年4月10日・6月26日、5いっしょ3ちゃんねる （群テレ・とちテレ・テレ玉・チバテレ・tvk） 加盟5局)
- コージー冨田のものパチJPN!![62] (2013年8月15日[注 19]・22日[注 20]、tvk)
- 24時間テレビ 静岡PART.1[63] (2013年8月25日、静岡第一テレビ)
- 情報ワイド てっぺん静岡 (2013年10月14日 - 10月18日、テレビ静岡) - 究極おねだりグルメ コーナー
- ふくい浪漫 い〜ざぁええDay[64][65] (2013年11月11日・11月18日、福井テレビ)
- スッピン![注 21] (2014年1月4日、TBS)
- ケンコバのバコバコテレビ[注 22][66][67] (2014年2月7日・14日・21日・28日、サンテレビ) - みっどないと☆エンジェル コーナー
- 土曜スペシャル「東京〜潮岬700キロ!　港町をめぐる!　漁船の旅」 （2014年06月07日、テレビ東京）

### テレビドラマ
- 商品露出ドラマ 必須アイテムさん （2009年9月28日、TBS）
- マジすか学園第5話・第9話・第10話・最終話（2010年2月5日・3月5日・3月12日・3月26日、テレビ東京） - サナエ 役
- ほんとにあった怖い話 夏の特別編2010 AKB48まるごと浄霊スペシャル「レインコートの女」（2010年8月24日、フジテレビ） - 本人 役
- マジすか学園2（2011年4月22日 - 7月1日、テレビ東京） - サナエ 役
- 水曜ミステリー9「警視庁特命家宅捜査班刑事ガサ姫」[68] （2012年8月1日、テレビ東京）

### ラジオ
- COUNTDOWN JAPAN[注 23] （2006年5月13日・7月15日・8月26日、TOKYO FM）
- ミューコミ （2006年05月18日、ニッポン放送）
- bayfm ON8 「柱NIGHT! with AKB48」 （2007年3月5日・10月15日・2008年1月28日・3月3日・6月9日・7月14日・2009年6月1日・10月5日・2010年3月29日・5月3日・8月2日・9月27日・10月18日・11月22日・2011年8月15日・12月26日・2012年1月2日・3月5日・8月13日、bayfm）
- WONDERFUL WORLD[注 24] （2007年4月2日、TOKYO FM）
- BATTLE NIGHT RYO 『キック or チョップ』[注 25] （2007年7月19日、bayfm）
- Holiday Special bayfm meets AKB48 2nd Stage 〜Dreamin' girls〜 （2007年9月17日、bayfm）
- AKB48 明日までもうちょっと。（2007年10月15日・2008年1月28日・5月19日・7月7日・2009年4月13日、文化放送）
- DJ Tomoaki's Radio Show![注 26]（2008年10月23日・2010年4月1日[69]・4月11日[70][注 27]、下北FM） - アシスタントMC
- RADICAL LEAGUE Tuesday かながわIQのギガンティック・ロッキン・ボム[注 28] （2008年11月11日、FM-FUJI）
- FM-FUJI DYNAMITE ROCK'N'ROLL NIGHTS “NEVERMIND!! [注 29]（2009年8月28日・2010年12月3日[71][72]、FM-FUJI）
- AKB48のオールナイトニッポン（2010年4月23日・6月18日・6月25日・2011年8月12日、ニッポン放送）
- リッスン? 〜Live 4 Life〜 （2010年12月2日[73]・2011年8月16日[74]、文化放送）
- 週刊プレイボーイ presents 篠田麻里子と愉快な仲間たち[注 30]（2010年12月4日 - 2013年3月26日、KBCラジオ）
- SDN48のオールナイトニッポンR ラジオ・チャリティ・ミュージックソンスペシャル（2010年12月24日・2012年3月30日[75]、ニッポン放送）
- YOYOGI PIRATES[注 31][注 29] 火曜「バクガリ」（2011年4月5日 - 2012年3月27日、FM-FUJI）- パーソナリティ
- CinDy Syndrome[76] （2011年4月7日、bayfm）
- HELLO WORLD[77] （2011年4月14日、J-WAVE）
- SDN48の全力で聴かなきゃダメじゃん!!（2011年5月18日 - 2012年3月28日、STAR digio） - パーソナリティ
- FM-FUJI AUTUMN special ゴーイング☆ハイウェイ 2011 in 談合坂[注 32] （2011年10月2日、FM-FUJI）
- FM-FUJI ARTIST SPECIAL「負け惜しみコングラチュレーション」[注 33][注 29][79] （2012年3月16日、FM-FUJI） - パーソナリティ
- テリー伊藤 サンデーのってけラジオ[80] （2012年3月25日、ニッポン放送）
- 細川茂樹 SBSで行こう!〜Shigeki Break Saturday〜[注 34] （2012年10月27日、SBSラジオ）
- そごう千葉店 オーロラモールジュンヌ presents JUNNU CAFE（2013年4月7日 - 2016年9月25日、bayfm）
- Dig Dug Sunday（2016年10月2日 - 2017年3月26日、bayfm）
- Dig Dug Friday（2017年4月7日 - 9月29日、bayfm）

### Music Video
- ワタナベフラワー with PROJECT W 「春の色」 featuring 松風雅也 （2008年8月27日、Bellwood Records）

### CM
- 公共広告機構（現：ACジャパン）「3Rで地球を救おう」（2006年、NHK共同キャンペーン）
- リクルート「ハナサク・プロジェクト AKB48篇」（2008年）
- 常盤薬品工業「SDN48×眠眠打破」（2011年7月5日 - 2012年3月31日）

### 舞台
- 第9回東京パフォーマーズ倶楽部プロデュース公演「浅草あちゃらか」再演[82][注 35]（2013年4月25日 - 29日、俳優座劇場） - 主演・福富涼子 役
- 劇団GENKI 特別公演「三日続きの憂鬱」（2014年7月22日 - 26日、赤坂元気劇場） - 主演・佐藤美咲 役
- 湯もみガールズII（2015年12月26日 - 29日、萬劇場） - つき子 役

### インターネットテレビ
- プリンセスコレクション（2008年5月30日 - 、アーティストハウス・ピラミッド）
- アメリカザリガニのアイドル★チェキ!II（2009年5月11日、GyaOジョッキー） - ゲスト出演
- 鈴ラバ時々沈黙[注 36][83][84][85] （2009年11月11日、AmebaStudio）
- 絶対にやってはいけない～あなたの知らない禁止事項～ （2009年12月1日、BeeTV）
- Break Point！[86][87] （2010年2月23日、ニコニコ生放送）
- 佐藤由加理の他人のふんどし（笑）[注 36][注 37][88] （2010年3月9日[89]・3月16日[90]・3月23日[91]・3月30日[92]、全4回、AmebaStudio）
- 夜の帝王学～ナイトスポット必勝マニュアル～[93] （2010年6月1日、BeeTV）
- SKE48の私立SPA!学園[94] （2011年4月25日、ニコニコ生放送）
- 音楽天 <オンラクテン>[95] （2011年8月22日、ニコニコ生放送）
- 椿姫彩菜と高橋名人ゲッチャ！[96] （2011年9月2日、ニコニコ生放送）
- NO KEIRIN， NO LIFE[97] （2012年6月29日・7月3日、Gyao!）
- 古坂大魔王のカツアゲ!（2012年8月7日[98][99] - 8月28日[100]・9月4日[101]・12月4日[102][103]・2013年5月7日[104][105]・8月6日[106][107]・10月22日[108][109]・11月12日[注 38]、AmebaStudio） - 見習い
- 佐藤由加理 プレミアム放送♪「ゆこりのゆる会」[注 39]（2012年 - 、AmebaStudio） - 不定期
- watanabeTV「なちゅチャンネルSP」 （2013年6月4日、USTREAM・Gyao!）
- アナタメマン[112] （2013年7月25日、フジテレビ 見参楽）
- 「インスタントジョンソンのかわいこちゃーん」 第3部 （2013年8月31日[113][114]・12月14日[注 40]・2014年2月1日[注 41]、AmebaStudio） - MC
- プライベート丸裸バラエティ 『住みこみ中』 〜元AKB48・SDN48佐藤由加理VS若手大注目芸人ピーマンズスタンダード 168時間すべてまるっとお見せしますSP〜（2016年3月18日 - 25日、AmebaFRESH!）
- 佐藤由加理のご褒美中! 〜負けたピーマンズスタンダードもお手伝い中〜（2016年5月9日 - 、AbemaTV FRESH!）

### オリジナルビデオ
- 暗黒の戦い（2014年）

### イベント
- 富士急ハイランド×3Dサウンドホラーアトラクション・棺桶墓場　“伝染歌篇” オープニングイベント[117] （2007年7月21日、富士急ハイランド)
- 「Pasar幕張」オープニングイベント[注 42] （2008年3月20日、Pasar幕張)
- 「佐藤由加理 1st 写真集」発売イベント （2008年7月26日、福家書店新宿サブナード店)
- 佐藤由加理 『FIRST DVD』発売記念イベント （2008年8月16日、ソフマップ アミューズメント館8Fイベントスペース)
- 佐藤由加理 写真集・DVD「純粋少女」発売記念イベント （2008年10月25日、福家書店 銀座店)
- 川口オート クリスマスツリー点灯式 （2008年11月8日、川口オートレース場 正門前 特設ステージ)
- 佐藤由加理 2009年カレンダー発売イベント （2008年12月13日、福家書店 新宿サブナード店)
- 佐藤由加理 DVD「Sweet Fairy」発売イベント （2009年2月8日、石丸電気SOFT1)
- 佐藤由加理 DVD「MILKY」発売イベント （2009年5月10日、ソフマップ アミューズメント館8Fイベントスペース)
- 佐藤由加理 DVD「ゆかりんとう」発売記念イベント （2009年7月26日、ソフマップ アミューズメント館8Fイベントスペース)
- 佐藤由加理 DVD「ふるふるふる〜つ」発売記念イベント （2009年11月1日、ソフマップ アミューズメント館8Fイベントスペース)
- 佐藤由加理 2010年カレンダー発売記念イベント （2009年11月23日、福家書店 新宿サブナード店)
- 佐藤由加理 DVD「むっちゃ☆かわいいら!!」発売記念イベント （2010年2月6日、ソフマップ アミューズメント館8Fイベントスペース)
- 佐藤由加理トークショー + 佐藤由加理と楽しむまるがめ競艇「ボートレース舟券教室」 （2010年4月4日、まるがめ競艇)
- 佐藤由加理 DVD「Step〜大人のあ・か・し〜」発売記念イベント （2010年5月13日、ソフマップ アミューズメント館8Fイベントスペース)
- 佐藤由加理 DVD「LOVELY CHANGE」発売記念イベント （2010年8月1日、ソフマップ アミューズメント館8Fイベントスペース)
- 佐藤由加理 DVD「ひまわり」発売記念イベント （2010年11月13日、石丸電気SOFT1)
- 佐藤由加理 2011年カレンダー発売記念イベント （2010年12月12日、福家書店 新宿サブナード店)
- 佐藤由加理 DVD「癒してあげたい！」発売記念イベント （2011年2月19日、ソフマップ アミューズメント館8Fイベントスペース)
- 菊地と林のアイドルパンチ![119] （2011年2月27日、神保町花月)
- レイザーラモンRGがアイドルにひたすらネタを見せるライブ[120] （2011年8月12日、秋葉原UDXシアター)
- 佐藤由加理 『会いたくなっちゃった・・・』DVD発売記念イベント （2011年9月4日、ソフマップ アミューズメント館8Fイベントスペース)
- 佐藤由加理 2012年カレンダー発売記念イベント （2011年11月5日、福家書店 新宿サブナード店)
- ミュージカル「パルレ（洗濯）」トークショー[121] （2012年5月16日、俳優座劇場） - 夜公演終演後のトークショーに参加
- Clef CD発売フリーライブwith佐藤由加理[122] （2012年8月4日、名古屋三越栄店専門店館「ラシック」1階 NTTドコモカフェ特設会場）
- Clef CDイベントat岡山 with佐藤由加理[123] （2012年8月11日、アリオ倉敷　屋外イベントステージ）
- Clef CDイベントat大分 with佐藤由加理[124] （2012年8月12日、パークプレイス大分　1Fセンターステージ）
- Clef CDイベントat東京 with佐藤由加理[125] （2012年8月18日、アーバンドック ららぽーと豊洲 中庭メインステージ）
- Clef CDイベントat埼玉 with佐藤由加理[126] （2012年8月25日、AEON MALL与野 1F中央「ローズコート」）
- ノンティー BIRTHDAY PARTY[127] （2012年10月28日、ホテルサンルート品川シーサイド）
- 5時間ぶっ続け「東京コピーライターズLIVE」 第1部 「アイドル・芸人が劇的変身!?売れるキャッチコピーをつけまSHOW!!」[注 43]（2012年11月17日、六本木ニコファーレ）
- Yukari Sato〜ここにいたこと〜24[129][130] （2012年11月22日、AKB48カフェ&ショップ秋葉原）
- 佐藤由加理 × ANTIMINSS コラボレーション商品発売記念イベント[注 44]（2012年12月23日、ANTIMINSSショップ） - オリジナルデザイン[注 45]で商品展開[注 46]
- ノンティーランド 新春ボウリング大会[133] （2013年1月14日、笹塚ボウル）
- 未確認噂話　首都神話トークライブ 〜第六十一夜〜[134] （2013年4月18日、LOFT/PLUS ONE）
- 『ノンティーLIVE 2013 with いつものアイツ』〜カラオケで歌わせていただきます〜[注 47]（2013年5月11日、LIVE HOUSE SPACE WITH）
- 未確認噂話　首都神話トークライブ 〜第六十二夜〜[136] （2013年5月16日、LOFT/PLUS ONE）
- Chiba City Fireworks Fes. MAKUHARI BEACH SUMMER LIVE![注 48]（2013年8月3日、幕張海浜公園内 特設ステージ） - MC
- ベイサイドガールズフェスティバル[注 49] （2013年9月8日、そごう千葉店 AURORA MALL JUNNU 1階 正面口特設会場） - MC
- JAPAN IDOL SUMMIT 2013 [注 50]（2013年9月19日、Zepp Tokyo） - MC
- 野呂佳代生誕祭〜祝●0歳 大人の階段登ってます❤〜[140] （2013年10月26日、シェラトン・グランデ・トーキョーベイ・ホテル Club Fuji）
- ゆこり船長の生誕祭[注 51]（2013年11月23日、Three Monkeys Cafe 上野公園前店） - (祝)第二種船舶免許取得[142] & (祝)誕生日
- 瀬長島ガールズ・ポップフェスティバル2014 （2014年7月5日 - 7月6日、瀬長島） - MC（5日のみ出演）
- 《ゆこり船長の生誕祭》〜26サイもGoGoGoGo!!!〜[143]（2014年11月22日、Three Monkeys Cafe 上野公園前店）
- 第3回 UTB NIGHT〜アイドル界の頂へ！スペシャル〜ーグラビア争奪 アイドルバトル選手権ー（2016年9月22日、LIQUIDROOM）- MC

### その他
- 青山ワンセグ開発WEBナビゲーター[144] （2011年）
- ダービーウイーク2011キャンペーンキャラクター （2011年）
- PlayStation Vita専用ソフト「アサルトガンナーズ」イメージキャラクター（2012年6月、マーベラスAQL）

## 書籍

### 写真集
- B.L.T. vivid 3 (TOKYO NEWS MOOK)（2008年6月27日、東京ニュース通信社）ISBN 978-4863360105[注 52]
- 佐藤由加理 1st.写真集 （2008年7月18日、彩文館出版、撮影：木村智哉）ISBN 978-4-7756-0325-3
- 純粋少女〜Pure Angel〜（2008年10月25日、晋遊舎、撮影：西條彰仁）ISBN 978-4-88380-863-2
- ちんかめ the IDOL 〜旬ガール21人の水着グラビア写真集[注 53] （2013年9月2日、宝島社、撮影：内藤啓介） ISBN 4800215455、ISBN 9784800215451

### 雑誌連載
- FINEBOYS 「胸キュン？ゲーム!」 （日之出出版）
- smart 「SDN48のお姉さんに聞いちゃリーナ」 （宝島社）
- 週刊プレイボーイ（2011年5月9日 - 2013年4月22日、集英社） - 「篠田麻里子の草食系男子改造計画」を篠田麻里子・野呂佳代との共同連載[注 54]。
- Cool-up Girls（2014年6月28日 - 、音楽専科社） - 「佐藤由加理のお茶っぱ摘んでみた。」

### カレンダー
- 佐藤由加理 2009年カレンダー（2008年12月、ハゴロモ）
- 佐藤由加理 2010年カレンダー（2009年10月、ハゴロモ）
- 佐藤由加理 2011年カレンダー（2010年10月、ハゴロモ）
- 佐藤由加理 2012年カレンダー（2011年10月、ハゴロモ）